# Ramūnas Vyšniauskas
Ramūnas Vyšniauskas (ur. 23 września 1976 w Kłajpedzie) – litewski sztangista, trzykrotny medalista mistrzostw Europy.
Czterokrotny uczestnik igrzysk olimpijskich (1996, 2000, 2004, 2008). Najwyżej sklasyfikowany został podczas igrzysk w Atenach, gdzie zajął 5. miejsce w kategorii do 105 kg osiągając w dwuboju 410 kg.

## Odznaczenia
- Medal Orderu „Za Zasługi dla Litwy” – 2005[2]